# Bresle (rzeka)
Bresle – rzeka w północno-zachodniej Francji w regionie Normandia, o długości 72 km, uchodząca do kanału La Manche nieopodal Le Tréport. Przepływa przez departamenty Oise, Somme i Sekwana Nadmorska.